# Leonardus Lessius

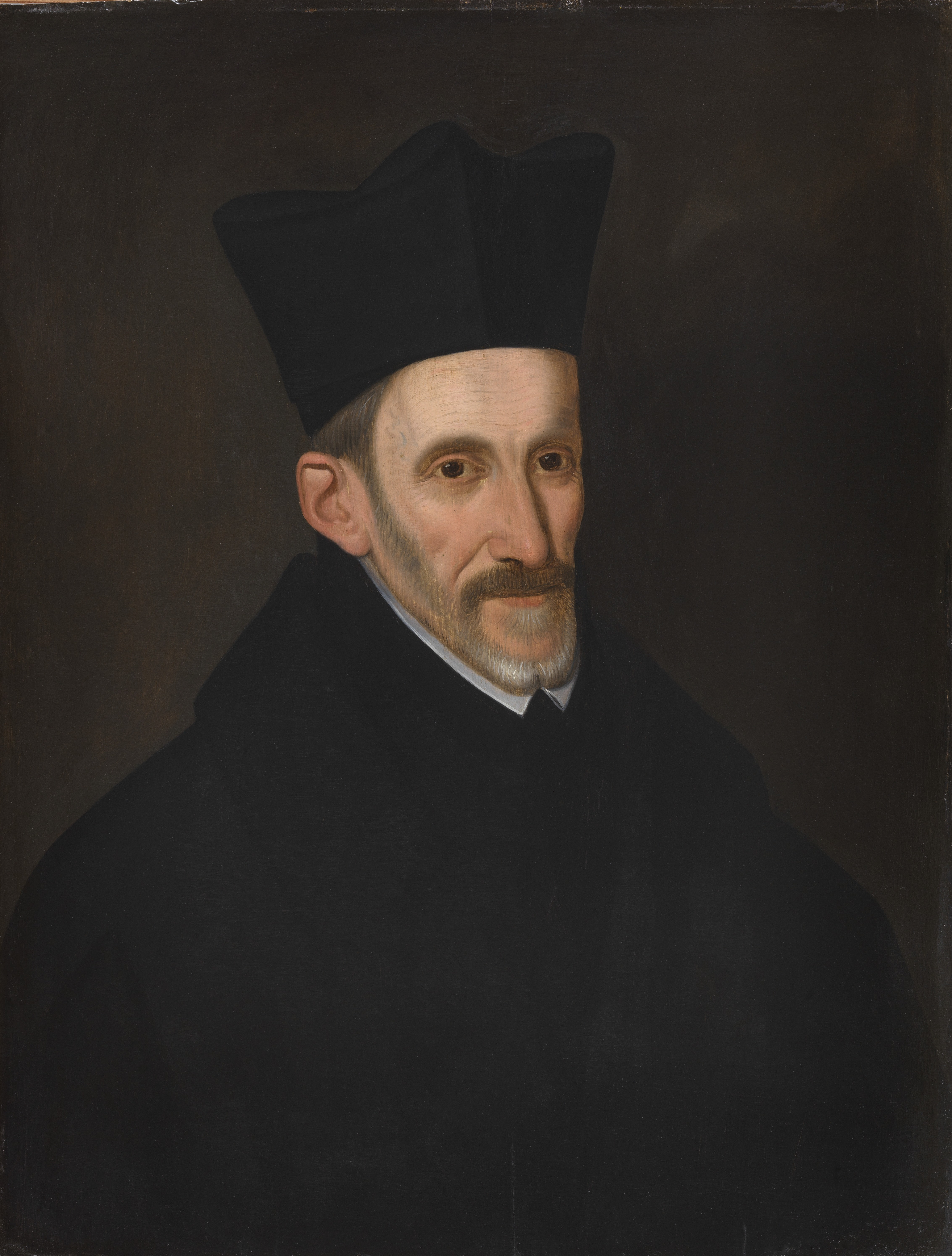
Portret van Leonardus Lessius, onbekende meester, schilderij, collectie Museum Plantin-Moretus (Antwerpen)

Lenaert Leys, beter bekend onder zijn Latijnse naam Leonardus Lessius (Brecht, 1 oktober 1554 – Leuven, 15 januari 1623) was een van de invloedrijkste jezuïeten uit de Zuidelijke Nederlanden van de 16de-17de eeuw. Zijn reputatie als adviseur van onder meer de aartshertogen Albrecht en Isabella maakte dat hij in de Zuidelijke Nederlanden als een orakel (delphicus sapiens) werd vereerd.

## Leven

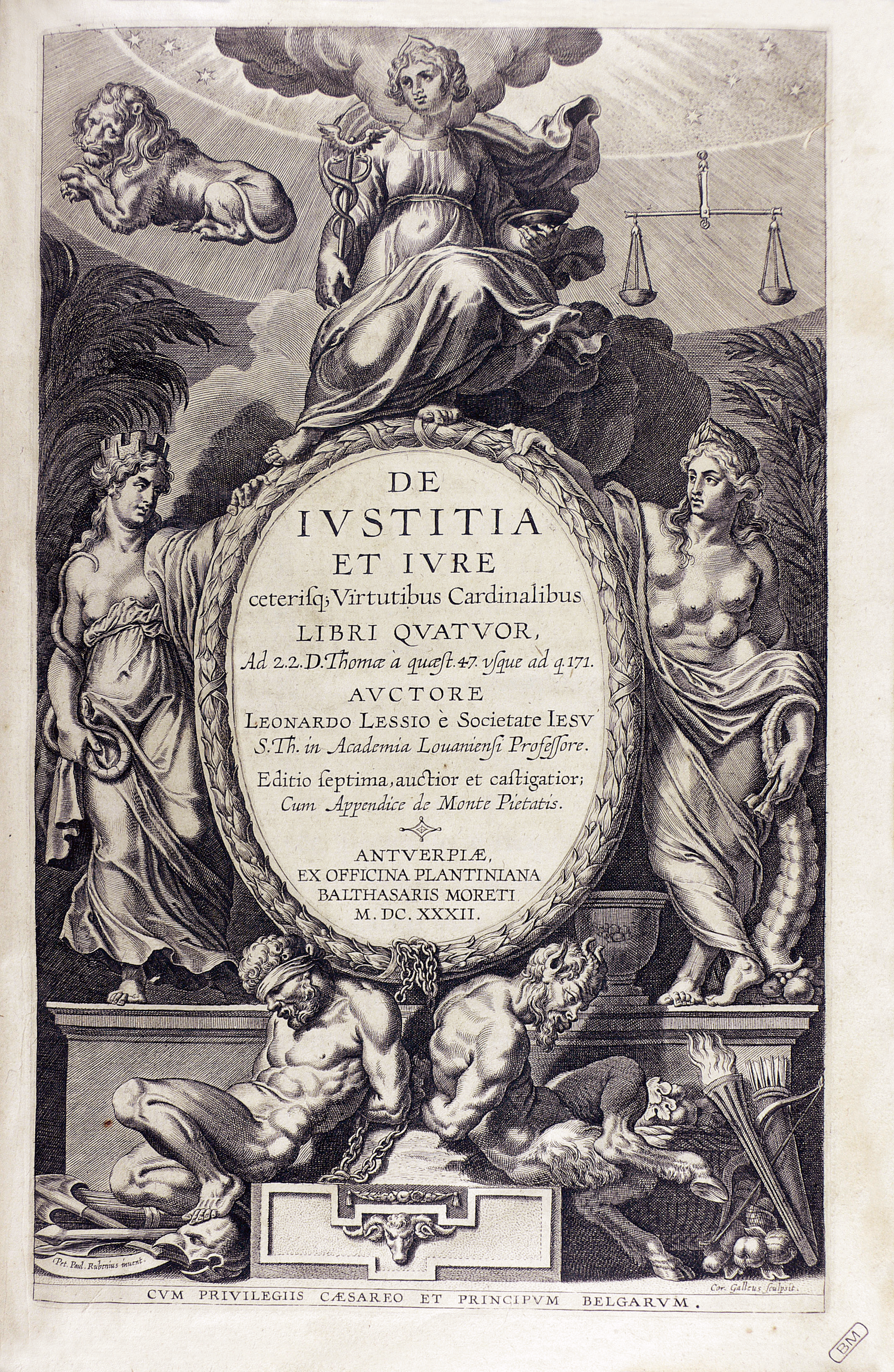
De iustitia et iure, 1632.

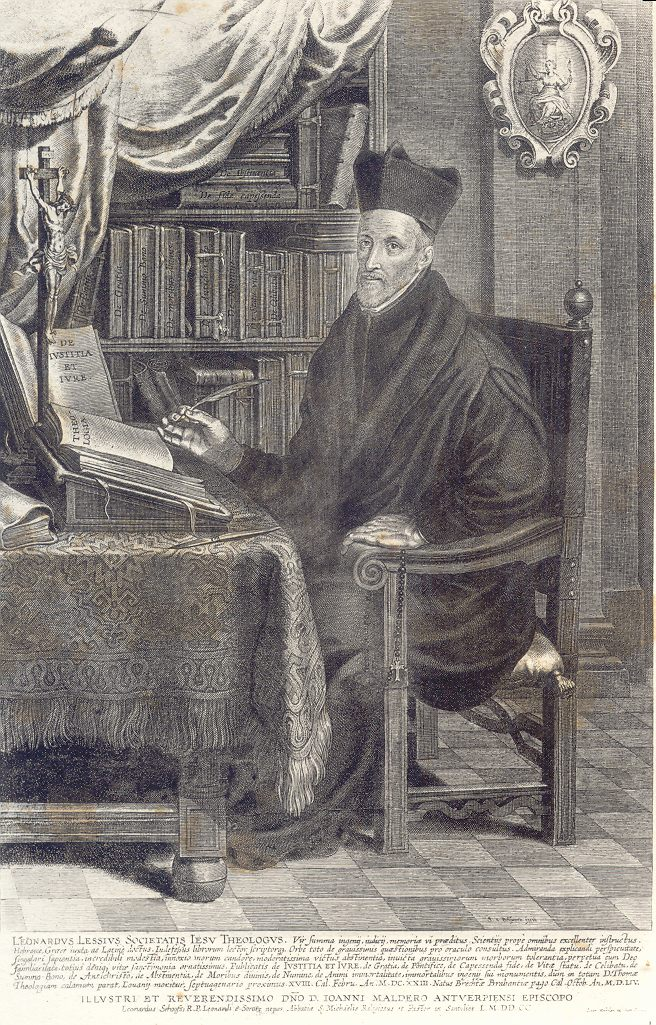
Leonardus Lessius

### Opvoeding en universitaire studies (1554-1572)
Leys werd geboren als vierde kind en enige zoon van Maria Aerts Derkinderen en Lenaert Leys, landbouwer en schepen te Brecht. Door de vroegtijdige dood van zijn ouders kwam hij reeds op zesjarige leeftijd terecht onder de voogdij van zijn oom Huibrecht Leys, die hem in 1563 naar de dorpsschool van Brecht stuurde, vermoedelijk bij een zekere meester Decock. Het plan was om Lessius na deze basisopvoeding in Antwerpen het koopmansvak te laten leren. Maar toen hij een studiebeurs verwierf voor het Atrechtcollege, trok hij naar de Leuvense universiteit om er de artes-opleiding (letteren) te volgen. In 1572 studeerde hij af als primus.

### Intrede bij de jezuïeten en opleiding tot theoloog (1572-1584)
Na zijn universitaire studies trad Lessius als een van de eerste Zuid-Nederlanders toe tot de pas opgerichte jezuïetenorde. Hij voltooide in 1574 te Sint-Omaars het noviciaat, en trok vervolgens naar Dowaai om er filosofie te doceren aan het collège d'Anchin. Aldaar legde hij zich als autodidact toe op het Grieks, de antieke literatuur, de bijbelwetenschap, de patristiek, en het Romeins - en canoniek recht. Tijdens een kortstondige vlucht van de jezuïeten uit Dowaai ten gevolge van de godsdienstoorlogen, liep Lessius een chronische ziekte op. Ter behandeling hiervan trok hij later meermalen met zijn vriend, de humanist Justus Lipsius (1547-1606), naar de kuurbronnen van Spa.
In 1582 ging Lessius naar Luik om er theologie te studeren. Het jaar daarop werd hij naar Rome gezonden om daar aan de jezuïetenuniversiteit, het Collegium Romanum, zijn studies te voltooien. Hij leerde er onder meer Robertus Bellarminus (1542-1621) en Francisco Suarez kennen, met wie hij later een intense briefwisseling onderhield. Zijn vriendschap met Suarez was van cruciaal belang voor de overdracht van het vernieuwende gedachtegoed van de Iberische scholastiek en speciaal de zogeheten School van Salamanca (o.a. Francisco de Vitoria, Domingo de Soto, Diego de Covarruvias y Leyva, Martín de Azpilcueta, Luis de Molina) naar de Nederlanden.
Na zijn verblijf aan het Collegium Romanum van mei 1583 tot april 1584 keerde Lessius terug naar Luik om er zich aan pastorale taken te wijden. Verder bereidde hij er de cursus scholastieke theologie voor die hij vanaf het volgende jaar samen met Ioannes Hamelius (1554-1589) zou geven aan het Leuvense studiehuis van de jezuïeten.

### Professoraat aan het Leuvense studiehuis (1585-1600)
Lessius en Hamelius namen de belangrijke beslissing om hun cursus aan het Leuvense studiehuis van de jezuïeten, een mededinger van de universiteit, op te bouwen rond Thomas van Aquino's Summa Theologiæ. Met hun keuze voor dit handboek zetten zij de innovatieve trend verder die op bevel van Franciscus Costerus (1532-1619) vanaf 1570 aan het vormingshuis van de jezuïeten ingezet was door Roberto Bellarmino en Edmundus Tannerus (1527-1579). Deze keuze maakte de theologiecursus van de jezuïeten bijzonder aantrekkelijk. Ook een universiteitsstudent als Johannes Malderus (1563-1633), de latere bisschop van Antwerpen en toekomstige professor scholastieke theologie aan de universiteit, kwam de lessen van Lessius bijwonen.
Het succes van de publiekelijk opengestelde lessen van de jezuïeten was in ieder geval een doorn in het oog van de Leuvense theologische faculteit. Het zou er het begin van Lessius carrière als professor niet gemakkelijker op maken. Zijn behandeling van het probleem van de genade en de vrije wil in de jaren 1585-1586 verwikkelden hem bovendien meteen in een aanslepend dogmatisch conflict met de universitaire theologen, die hem van semi-pelagianisme beschuldigden.

### Studieprefect, consulent, publicist (1600-1623)
In 1600 werd Lessius mede omwille van zijn zwakke gezondheid vrijgesteld van lesgeven. Als præfectus studiorum bleef hij wel nog instaan voor de wekelijkse debatten over ethische kwesties. Deze intensieve training in de casuïstiek maakte deel uit van de leergang pastorale theologie, die in het studiehuis van de jezuïeten het noodzakelijke praktische complement vormde van de meer theoretische cursus scholastieke theologie. Lessius' maakte voor deze oefeningen gebruik van het Manuale Confessariorum et poenitentium van de Spaanse canonist Martín de Azpilcueta, beter bekend als Doctor Navarrus.
Naast zijn taak als studieprefect vervulde Lessius verschillende controlerende, raadgevende en vertegenwoordigende functies binnen de jezuïetenorde. De laatste twintig jaar van zijn leven besteedde hij evenwel vooral aan schrijverswerk. Hij overleed op 68-jarige leeftijd na een lang ziekbed. In afwachting van een mogelijke zaligverklaring, erkende de Kerk hem als eerbiedwaardige Dienaar Gods.

## Overlijden en graf
Lessius overleed in 1623 te Leuven.

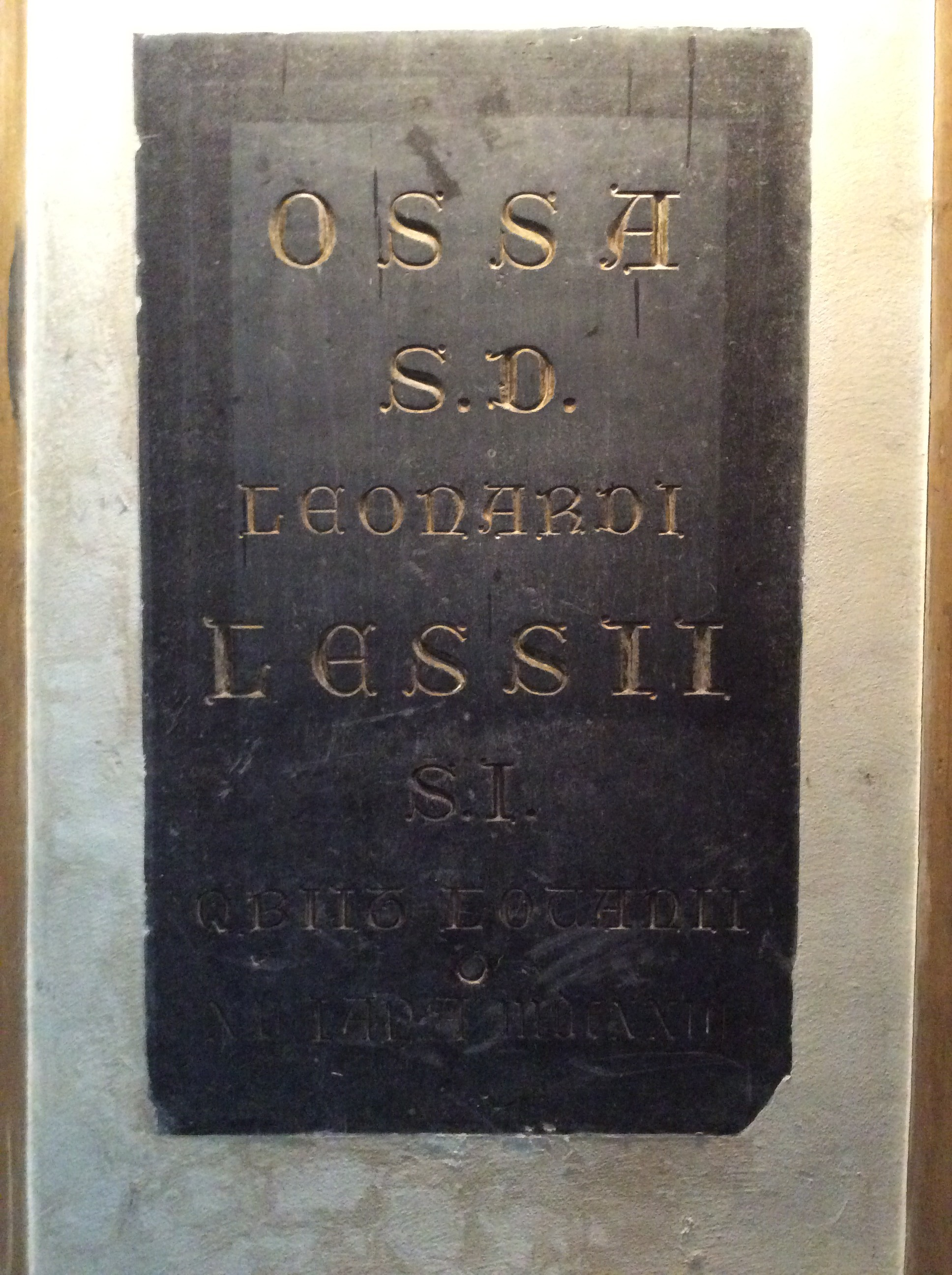
Grafzerk Leonardus Lessius in de Sint-Michielskerk te Leuven

Op 28 augustus 2007 werden de stoffelijke resten van Lessius van een kapel in de Minderbroedersstraat in Leuven overgebracht naar de doopkapel in de nabijgelegen Sint-Michielskerk. De resten werden verplaatst omdat de kapelmuur waarin ze ingemetseld waren, moest verdwijnen voor verbouwingswerken. Op een deel van de oude grafsteen in blauwe arduin, staat in half vergane gouden letters: OSSA S.D. LEONARDI LESSII S.I. OBIIT LOVANII XV IAN. MDCXXIII (Gebeente van de Dienaar Gods Leonardus Lessius van de Sociëteit van Jezus. Hij overleed te Leuven op 15 januari 1623).
In 2023 werden naar aanleiding van zijn overlijden 400 jaar daarvoor op een aantal plaatsen voordrachten rond de persoon en zijn werk georganiseerd. Een herdenking vond op 29 oktober 2023 plaats in de Sint-Michielskerk te Leuven.

## Standbeeld

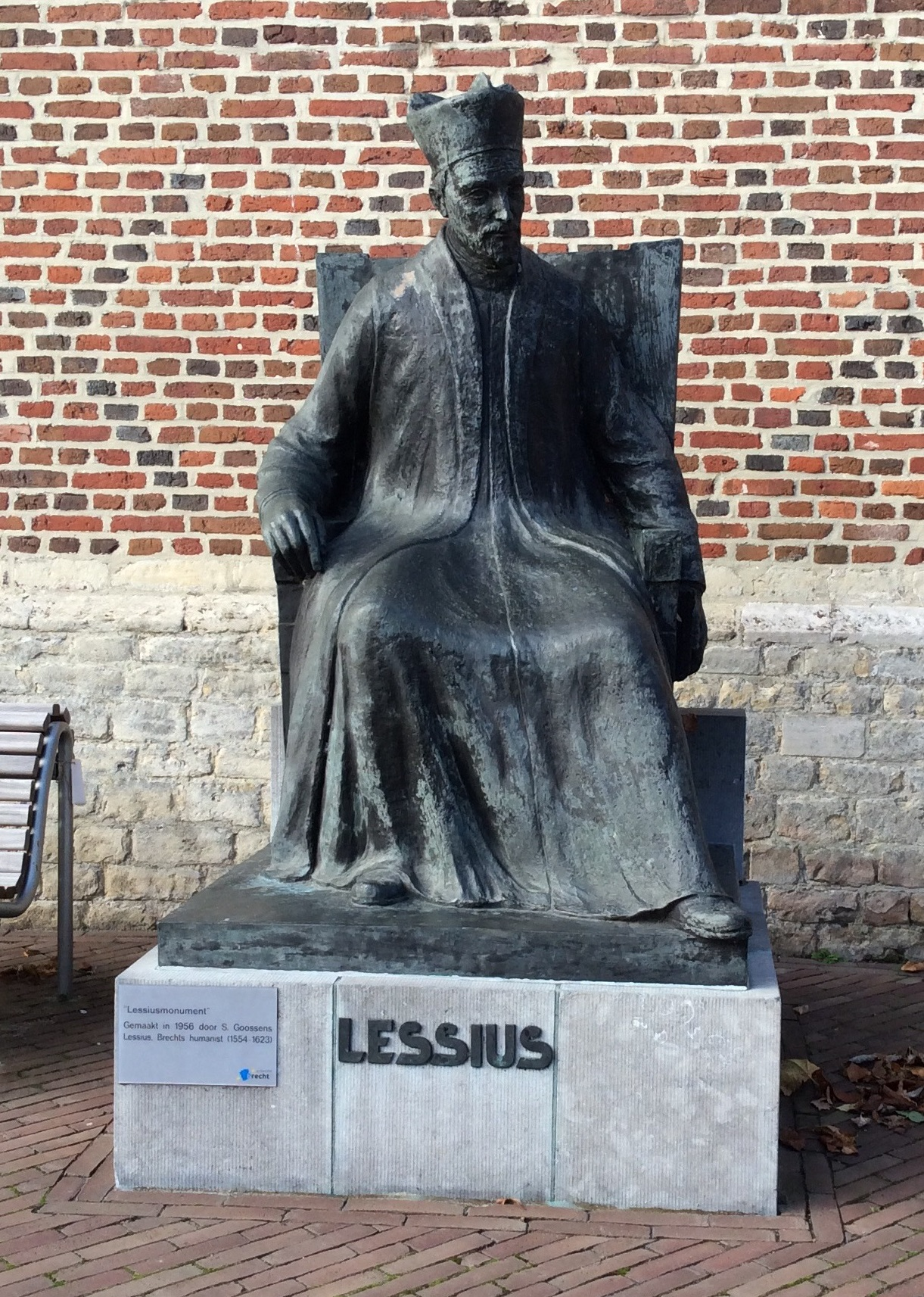
Standbeeld Leonardus Lessius

Op zondag 30 september 1956 werd aan de Sint-Michielskerk te Brecht een standbeeld van Lessius onthuld, dat werd ontworpen en gemaakt door Simon Goossens.

## Betekenis

### Overeenkomstenrecht
Lessius speelt een fundamentele rol in de geschiedenis van het verbintenissenrecht en inspireert Grotius grotendeels.
Zo versterkte hij, in navolging van de projecten van Domingo de Soto, de neiging tot systematisering van juridische zaken. Het systematiseert op dezelfde manier het regime van de Wilsgebrek in het geval van een fout of fraude, waardoor de verbintenis kan worden opgezegd ten gunste van de slachtofferpartij, en maakt zo een einde aan het onderscheid dat toen in het Romeinse recht bestond tussen bonae fidei contracten en stricti iuris contracten. Het maakt, bij Luis de Molina, ook de scheiding mogelijk tussen het contractenrecht en het testamentenrecht.
Als overtuigd voorstander van het consensualisme erkent hij niettemin de mogelijkheid voor de autoriteiten om dit te beperken om een bepaalde bevolking te beschermen, het algemeen belang te garanderen of de redding van de ziel te verzekeren. Lessius zet ook een beginsel van contractvrijheid uiteen en vat al het beginsel van bindende kracht van het contract op, dat vervolgens volledig door Pedro de Oñate zal worden overgenomen. Hij erkent ook de theorie van onvoorzienheid, aangezien men niet kan wensen en daarom gebonden kan zijn aan wat niet kan worden voorzien.
Hij denkt ook na over het idee van een juiste prijs, dat hij, net als de rest van de School van Salamanca, beschouwt als het resultaat van menselijke inschatting: hij is dus van mening dat dit idee een zekere speelruimte heeft, afhankelijk van vraag en aanbod, de monetaire situatie, wijze van transactie, enz.

### Economisch Ethiek
Erkend als een ‘meester in de economische analyse’ voor zijn werk, en in het bijzonder zijn prefiguratie van de theorie van de voorkeur voor liquiditeit, toont Lessius zich als een van de grote verdedigers van nieuwe handelspraktijken, die soms tegengesteld zijn aan de traditionele juridische interpretatie zoals zijn verdediging van berg van barmhartigheid of de figuur van het contractum trinus.
Door zijn opvattingen te baseren op de thomistische filosofie, op het Romeinse recht maar ook op empirische observaties van het functioneren van de markten, levert hij talloze argumenten aan de verdedigers van de commerciële ontwikkeling en het kapitalisme.
In dezelfde lijn is hij ook geïnteresseerd in ethische en professionele kwesties die verband houden met de functies van advocaten en adviseurs.

## Publicaties

De gratia efficaci

Hoewel geschreven vanuit een gemeenschappelijke theologische invalshoek, kan men het werk van Leonardus Lessius meer specifiek onderbrengen in de moraaltheologische, dogmatieke, apologetische of mystieke sfeer. Kenmerkend voor alle geschriften van Lessius zijn hun spreekwoordelijk geworden helderheid en beknoptheid inzake stijl en gedachtegang (claritas et concisio lessiana).
- 1605: De iustitia et iure ceterisque virtutibus cardinalibus
- 1609: Quæ fides et religio sit capessenda consultatio
- 1610: De gratia efficaci, decretis divinis, libertate arbitrii et præscientia Dei condicionata
- 1611: De Antichristo et eius præcursoribus disputatio
- 1611: Defensio potestatis Summi Pontificis
- 1613: Discussio decreti Magni Concilii Lateranensis
- 1613: De providentia Numinis et animi immortalitate
- 1613: Disputatio de statu vitæ deligendo et religionis ingressu
- 1613: Hygiasticon seu vera ratio valetudinis bonæuna cum sensuum, iudicii et memoriæ integritate (...) conservandæ
- 1615: De bono statu eorum qui vovent et colunt castitatem in sæculo
- 1616: De summo bono et æterna beatitudine hominis
- 1620: De perfectionibus moribusque divinis
- 1645: Auctarium complectens variorum casuum conscientiæ resolutiones (postuum)

## Trivia
De Lessius Hogeschool in Antwerpen, Mechelen en Sint-Katelijne-Waver werd naar hem genoemd.
De financiële beleggersgroep 'Lessius Corporate Finance'.
De theologische boekenreeks 'Musæum Lessianum' van de jezuïeten.
- Biblioteca Nacional de España: XX824715
- Bibliothèque nationale de France: cb122503777 (data)
- Biografisch Portaal: 19347768
- Catàleg d'autoritats de noms i títols de Catalunya: 981058509764006706
- CiNii: DA00652726
- Gemeinsame Normdatei: 119443546
- International Standard Name Identifier: 0000 0001 2129 7745
- Library of Congress Control Number: n79065405
- Nationale Bibliotheek van Tsjechië: jn20031215005
- Nationale bibliotheek van Australië: 35301235
- Nationale Bibliotheek van Israël: 987007270963405171
- Nationale en Universitaire bibliotheek Zagreb: 000726540
- Nederlandse Thesaurus van Auteursnamen: 068433441
- Réseau des bibliothèques de Suisse occidentale: 02-A003515298
- Istituto Centrale per il Catalogo Unico: TO0V263676
- LIBRIS: 280083
- SNAC: w6vm8v5d
- Système universitaire de documentation: 031252184
- Trove: 903590
- Virtual International Authority File: 41895963
- WorldCat: E39PBJyRx4PydMqb9CtJw3WCcP